# Speakeasy
Pour les articles homonymes, voir Speakeasy (homonymie).

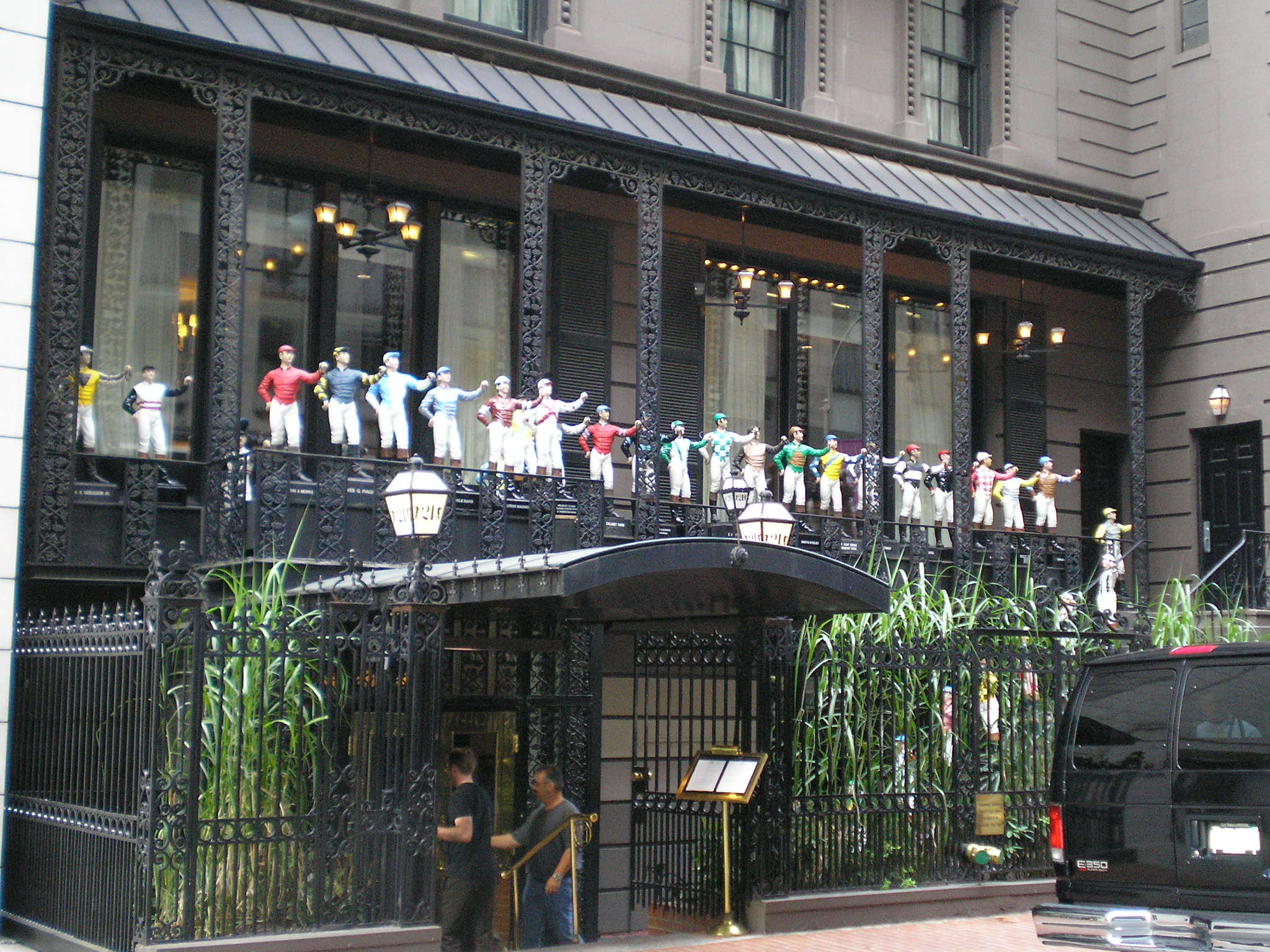
Le 21 Club est un ancien Speakeasy de New York pendant la Prohibition.

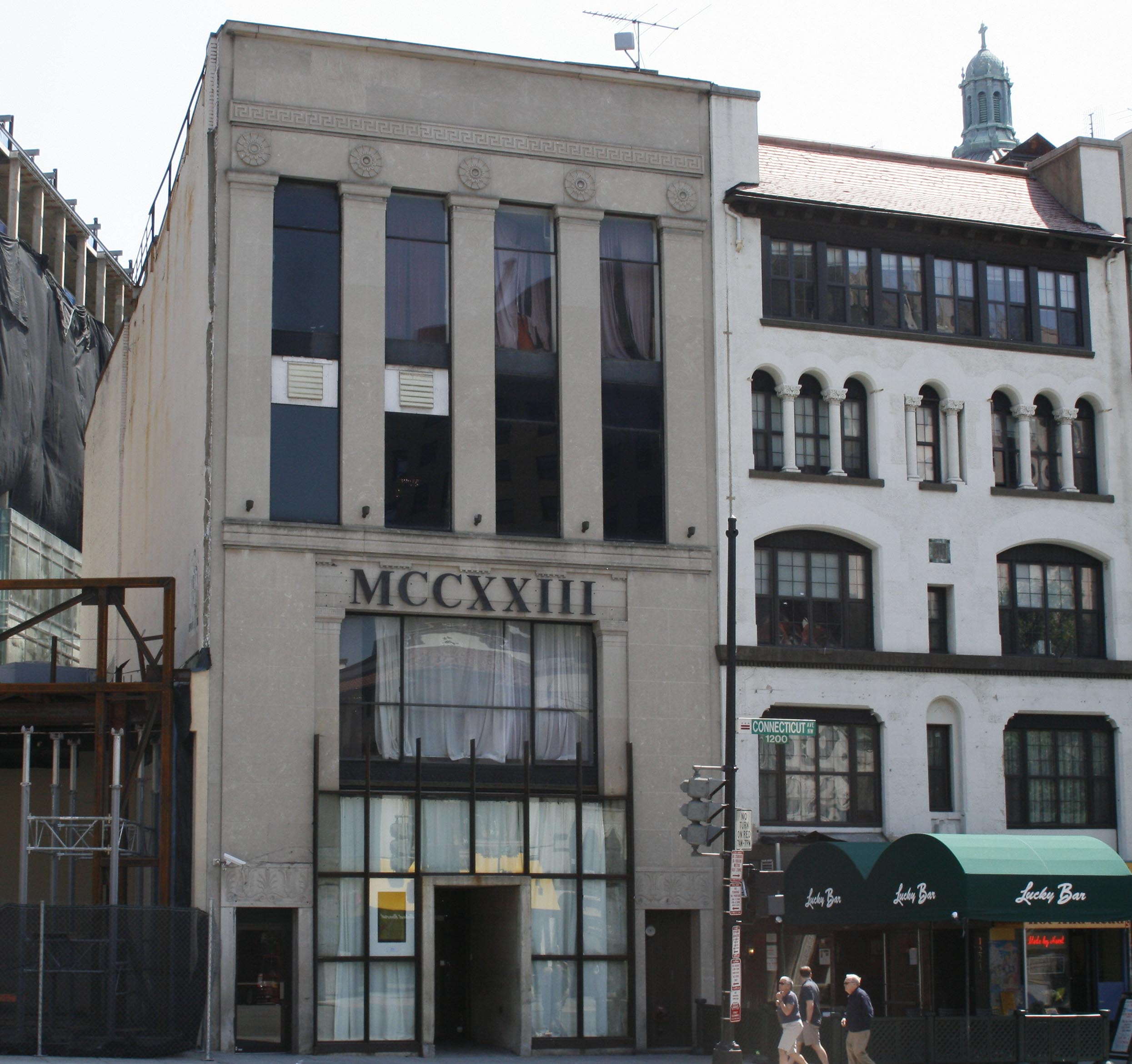
L'ancien Mayflower Club de Washington (aujourd'hui rebaptisé MCCXXIII Club) était un speakeasy durant la Prohibition.

Un speakeasy, également connu sous le nom de blind pig ou blind tiger (« cochon/tigre aveugle »), est un type de bar clandestin américain, particulièrement répandu lors de la Prohibition (période au cours de laquelle la vente d'alcool était interdite dans le pays). 

## Étymologie

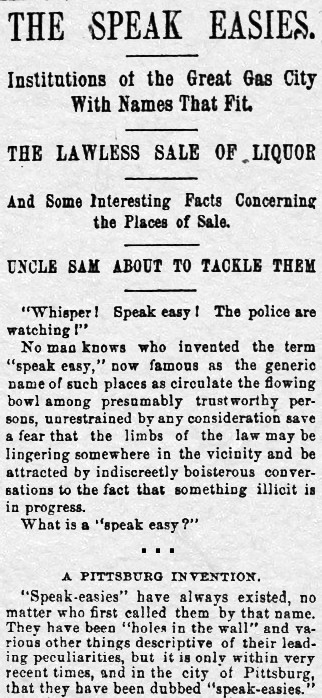
Une des premières utilisation du terme aux États-Unis
Pittsburgh Dispatch
30 juin 1889

L'expression trouve son origine dans l'habitude qu'avaient les patrons d'établissement de demander à leurs clients de parler doucement (en anglais : speak easy) lorsqu'ils demandaient de l'alcool, afin de ne pas attirer l'attention.
Une autre hypothèse sur l'origine du nom speakeasy serait celle selon laquelle la consommation d'alcool faciliterait la capacité à s'exprimer, et donc à parler plus facilement face aux autres, d’où le nom anglais « speak easy » qui pourrait être traduit par « parler facilement, sans difficulté ».
L'origine complète du mot speakeasy précède de trente ans l'instauration de la prohibition. Samuel Hudson, journaliste de la fin du XIXe siècle, rapporte qu'il a entendu le terme pour la première fois à Pittsburgh dans les années 1880. Une vieille Irlandaise y vendait des liqueurs sans licence et demandait à ses clients de baisser la voix lorsqu'ils en commandaient. Le dictionnaire Cassell sur l'argot précise que le terme est entré en usage vers 1890.
Le terme spake-aisy, proche phonétiquement, désignait déjà un siècle auparavant la cachette de contrebandiers, encore appelé Speak Softly Shop, désignant un endroit où les clients devaient garder la voix basse pour éviter d'être détectés.
Mais il a existé de nombreux autres termes pour désigner ces lieux secrets bravant les interdictions. Les quartiers noirs, tels que Harlem à New York, les appelaient Hooch Joints, Buffet Flats ou Beer Flats. 
Les noms Blind Tiger, Blind Bull ou Blind Pig sont aussi attestés. Ce dernier peut faire référence à une taverne du XIXe dans l'État du Maine où un propriétaire « vendit des billets à des clients pour pouvoir voir un cochon aveugle qu'il gardait dans l'arrière-boutique ».

## Histoire

### Pendant la Prohibition
La popularité des speakeasies alla croissante tout au long de la Prohibition, de 1920 à 1933. Dans la plupart des cas, la gestion de ces débits de boisson écoulant des alcools souvent frelatés était entre les mains du crime organisé. Dans les grandes villes, ils offraient toute une gamme de services, allant de la restauration à des concerts de jazz ou des pistes de danse. Les speakeasies ont ainsi continué à prospérer partout aux États-Unis et ce, malgré les descentes régulières des forces de police, arrêtant patrons et clients. C'est une descente de police dans un speakeasy qui est à l'origine des sanglantes émeutes de Détroit en 1967. En réalité, la police, bien souvent corrompue par les gérants, fermait les yeux ou communiquait à l'avance ses dates d'intervention.

### Héritage
Un ancien speakeasy existait jusqu'en 2007 à New York, le Chumley's, au 86 Bedford Street dans le quartier de Greenwich Village. La décoration était d'époque et aucune enseigne extérieure n'indiquait la présence d'un bar ou d'un restaurant, discrétion oblige. L'établissement était même doté d'une sortie secrète par l'arrière qui donne sur Barrow Street. Celle-ci permettait aux clients de quitter les lieux rapidement et en toute discrétion en cas de descente de police.
Le Simon's de Chicago est un ancien speakeasy.
Speakeasy Lagers & Ales est une microbrasserie de San Francisco qui brasse notamment une ale baptisée « Prohibition ».
De nos jours, les Américains ont créé sur le même modèle le mot smokeeasy (du verbe to smoke : fumer), qui désigne un recoin pour fumeurs dans les bars et boîtes de nuit où le tabac est interdit.
Il faudra attendre novembre 2017 pour que la loi de 1926 instituant une licence spéciale autorisant certains débits de boissons à accueillir musique et danse soit officiellement abrogée.